# LUNAR
『LUNAR』（ルナ）とは、開発をスタジオ・アレックスが担当し、ゲームアーツが1992年にメガCD用に発売した、RPG（ロールプレイングゲーム）シリーズ。

## 概要
『LUNARシリーズ』は、コマンド入力方式のオーソドックスなRPG。
『シルバースター』のOPでは、主題歌とアニメーション映像との同期を実現した。一部のシーンでは2D + 3D のCG合成を行い、当時のアニメーション技術では難しかった表現を、実現している。続く第二作『エターナルブルー』では、「3DCG映像」をムービーシーンに積極的に取り入れた。
後にセガサターン、PlayStation、Windows、PlayStation Portableなどにも移植されたが、販売元が角川書店に変更となった。
2025年4月18日には『LUNAR シルバースターストーリー』と『LUNAR2 エターナルブルー』をNintendo Switch、PlayStation 4、Xbox One、Steam向けにリマスターした『LUNAR リマスターコレクション』が発売された。

## 内容
「蒼き星」と呼ばれる、巨大な星が空に輝く魔法世界「ルナ」を舞台とする、剣と魔法のファンタジーである。女神アルテナの転生した少女を救うため、ドラゴンマスターに憧れる少年が、個性的な仲間たちと共に、愛と勇気で戦いぬくストーリーである。

## シリーズ一覧

### LUNAR ザ・シルバースター
女神アルテナと彼女を支える4体のドラゴン、そしてその庇護を受ける伝説の戦士ドラゴンマスターらによって治められてきた魔法世界ルナ。しかし、いつの頃からか女神アルテナはその姿を現さなくなり、先代のダインを最後にドラゴンマスターを名乗る戦士も生まれなくなっていた……。そのルナを魔法皇帝を名乗る男が手中に収めんとしていた。
その頃、魔法皇帝の噂もろくに届かないほどの世界の片隅にあるブルク村に住む少年、アレスはドラゴンマスターとなることを夢見て冒険の旅に憧れていた。あるとき、友人のラムスから白竜の洞窟への冒険へと誘われたアレスは、その小さな冒険に旅立っていった。村の歌姫であり、彼の幼馴染でもあるルーナ、そして小さな謎の生物、ナルと共に。彼の冒険はゆっくりとルナの世界を変えていくこととなる……。
- LUNAR ザ・シルバースター （1992年6月26日、ゲームアーツ、メガCD、7800円）
- LUNAR シルバースターストーリー （1996年7月4日、角川書店、セガサターン、6800円）
- LUNAR シルバースターストーリー MPEG版 （1997年7月4日、角川書店、セガサターン）
- LUNAR シルバースターストーリー （1998年5月28日、角川書店、PlayStation、6800円）※ディスク2枚組
- LUNAR シルバースターストーリー （1999年12月8日、ESP、Windows、2980円）※ディスク2枚組
- LUNAR 〜レジェンド〜 （2002年4月12日、メディアリング、ゲームボーイアドバンス、5800円）
- LUNAR ハーモニーオブシルバースター （2009年11月12日、ガンホー・ワークス、PlayStation Portable、5040円）

### LUNAR エターナルブルー
アレスらの冒険譚からどれほどの時が過ぎたのか……。彼らの活躍がルナに住む人々の記憶から薄れてきたころ、アルテナ神団を名乗る教団が現れた。彼らは女神アルテナの名の下にルナを強力に統べようとしていた。そのとき、ひとりの少女が凍てついた青き星で目覚めた。天空に輝くルナを見て彼女はつぶやく「まだ目覚めのときではないのに……」。
考古学者の卵であるヒイロは、ルナに存在する最古の遺跡ともされる青き塔を盗掘……もとい、発掘していた。まんまと「竜の目」と呼ばれる宝を入手したヒイロの前にまばゆい光が走り、少女が姿を現わした。「わたしの名はルーシア。青き星からやってきました。この世界は危機に瀕しています」。強力な魔法を操り、塔に棲む魔物を一掃するほどの力を持つルーシアであったが、かつて青き星を滅ぼしたゾファーの前にその力を奪われてしまう。
ヒイロは、ルーシアを女神アルテナに会わせるために共に旅立つのだが、なぜかアルテナ神団はルーシアを「ルナを滅ぼそうとする魔王」として捕らえようとする……。ふたたび、魔法世界ルナに異変が起きようとしていた。
- LUNAR エターナルブルー （1994年12月22日、ゲームアーツ、メガCD、9800円）※シングルCD（おまけドラマ+歌）同梱
- LUNAR2 エターナルブルー （1998年7月23日、角川書店、セガサターン、6800円）※ディスク2枚組
- LUNAR2 エターナルブルー （1999年5月27日、角川書店、PlayStation、6800円）※ディスク3枚組
- LUNAR2 エターナルブルー （2015年9月16日、ゲームアーツ、ゲームアーカイブス、617円）

### LUNAR -ジェネシス-
『LUNAR ザ・シルバースター』の時代よりも1000年ほど遡った世界でのストーリーであるという。
- LUNAR -ジェネシス- （2005年8月25日、マーベラスインタラクティブ、ニンテンドーDS、5040円）

## 魔法学園シリーズ

### LUNAR さんぽする学園
1996年1月12日発売。セガ、ゲームギアソフト。

### 魔法学園LUNAR!
1997年11月20日発売、角川書店、セガサターンソフト。「LUNAR さんぽする学園」のリメイク作品。
海の上を移動する大陸、イェン島に隠された秘密をめぐり、主人公のエリーたちが活躍する。物語は全12章から構成され、随所にアニメーションが挿入されており物語を盛り上げる特徴がある。戦闘時には複数のキャラクターの持つ魔法を組み合わせることで、強力な合体魔法を編み出すことができる。

#### キャスト
セガサターン版・アニメ版同様
- エリー - 根谷美智子

主人公の13歳の少女。空を飛ぶ力を持っている。
- レナ - 小西寛子

エリーの幼なじみ。好奇心が旺盛な活発な少女。
- セニア - 白鳥由里

エリーの同級生。お転婆で元気な獣人族の少女。
- ウィン - 結城比呂（ゲームのみ）
- ブレード - 千葉一伸（ゲームのみ）
- メンフィス - 塩沢兼人
- バルア - 天野由梨
- グレン - 松山鷹志
- アズ - 岩永哲哉（ゲームのみ）
- アンチ - こおろぎさとみ（ゲームのみ）
- リック - 吉田古奈美（ゲームのみ）
- クール - ならはしみき（ゲームのみ）
- スティル学園長 - 増谷康紀（映画のみ）
- ミノタウロス - 大塚明夫（映画のみ）
- 優秀な生徒達（映画のみ） - 麻生かほ里、岩坪理江、引田とも子、天野慶子

#### スタッフ
- 原作 - スタジオアレックス、ゲームアーツ
- シナリオ - 杉本祐、吉田文徳、藤本弘範、柏崎晴彦
- 音楽 - ツーファイブ
- 開発 - ゲームアーツ、ビッツラボラトリー、スタジオアレックス
- 制作 - 角川書店、ESP

アニメーションパート
- 監督・絵コンテ - 福富博
- 脚本 - 杉谷祐
- キャラクターデザイン - 窪岡俊之
- サブキャラクターデザイン - 今掛勇
- 作画監督 - 村尾稔、梶原公平
- 制作 - エーアガイツ、ジェーシースタッフ

主題詞「すてきファンタジー」
作詩 - 清口功 / 作曲 - 岩垂徳行 / 編曲 - 小西真理 / 歌 - 根谷美智子

#### 他メディア化

##### アニメ映画
『魔法学園LUNAR! 青い竜の秘密』
1997年3月15日公開『新世紀エヴァンゲリオン劇場版 シト新生』と同時上映の短編アニメ。
スタッフ
- 監督 - 大地丙太郎
- 脚本 - 杉谷祐
- 原作 - ゲーム・アーツ、スタジオ・アレックス
- 製作 - 角川歴彦
- プロデューサー - 池田憲章、川崎とも子
- キャラクターデザイン・作画監督 - 宮崎なぎさ
- 美術監督 - 松岡聡
- 撮影監督 - 安津畑隆
- 音響監督 - 田中一也（ビーライン）
- 音楽ディレクター - 本地大輔（日本コロムビア）
- 音楽 - where 2
- 音響制作 - ビーライン
- アニメーション制作 - J.C.STAFF
- 製作 - 角川書店

主題歌「世界は摩訶不思議」
イメージソング「Dear my friends」
作詞 - 近藤由華 / 作曲 - where 2 / 歌 - SALIA

##### 小説
- 魔法学園LUNAR!（1997年、富士見ファンタジア文庫）
  - 著：鈴木猛、イラスト：窪岡俊之、今掛勇

##### リプレイ
- MAGIUS 魔法学園LUNAR!RPG（1997年、富士見ドラゴンブック）
  - 著：杉谷祐、あずたけいた

##### 漫画
- 魔法学園LUNAR! 全2巻（1998年、ドラゴンコミックスエイジ）
  - 著：東田寛子